# حوزه انتخابیه اول نبراسکا
حوزه انتخابیه اول نبراسکا یک حوزه انتخابیه مجلس نمایندگان آمریکا است که در ایالت نبراسکا قرار دارد.